# Cerotainia dubia
Cerotainia dubia là một loài ruồi trong họ Asilidae. Cerotainia dubia được Bigot miêu tả năm 1878. Loài này phân bố ở vùng Tân nhiệt đới.